# Марко Радовски
Марко Томов Радовски е български революционер, деец и четник на Вътрешната македонска революционна организация.

## Биография
Марко Радовски е роден през 1908 година в семейството на войводата Тома Радовски и Анна Радовска. Неговите братя Иван Радовски и Христо Радовски също са членове и четници на ВМРО. През 1923 година Марко Радовски едва 15-годишен заедно с районната чета попада в засада от гръцки войски край село Бурсук и при двучасово сражение едва се отървават, при което сражение неговият баща Тома Радовски е тежко ранен.  В рапорт за проучване от Държавна сигурност пише следното: „Марко Радовски е активен михайловист и член на местната чета, понастоящем член на БКП. Всички останали близки на Радовски са вражески настроени към народната власт, обаче, много умело прикриват дейността си“.

## Семейство
Съпругата на четника в чучулиговската чета на ВМРО Марко Томов Радовски се казва Катерина, тя е внучка на Китан Бърдаров от село Кулата
, двамата имат трима сина – Радко (който загива при взрив на бомба от времето
на Втората световна война на Струмския орман, в къщи го докарва на гръб чичото Димитър Радовски с откъснат крак и течаща кръв от устата), Страхил и Владимир.
Божана Радовска е омъжена за Страхил. Последното желание на войводата Тома Радовски е да бъде погребан с ризата, дарена от Божана (произлиза от семейството на Георги Хазнатарски) при нейния годеж с неговия внук Страхил Марков Радовски.